# 给我一个理由
《给我一个理由》（英語：Just Give Me A Reason）是一首由创作型歌手粉红佳人和Fun乐队主唱Nate Ruess合作的一支单曲。这首歌被选为粉红佳人第6张录音室专辑有爱有真相（2012）的第三支单曲。
在正式发布之前，歌曲已进入了许多领域的排行榜。单曲获得了巨大的成功，在25个国家进入单曲榜前十位，并于澳大利亚，加拿大，爱尔兰，荷兰，新西兰和美国获得第1名的榜单成绩。在美国，这首歌已经获得了超过300万次下载，曾获得告示牌百强单曲榜冠军。这首歌曲也成为自《So What》(2008年)、《Fuckin' Perfect》(2011年)和《Raise Your Glass》（2011年）以来粉红佳人的第四支告示牌百强单曲榜冠军单曲。
2012年9月，Pink的官方VEVO账号上传了歌曲的官方歌词MV，从歌词MV中得知歌曲的作者是粉红佳人和Nate Ruess。2012年11月，歌曲的正式音乐录像带开始拍摄，由Diane Martel导演。2013年2月5日歌曲的音乐录像带正式发布。

## 制作群
- 粉红佳人 - 詞曲作者、主唱
- Nate Ruess - 詞曲作者、主唱
- Jeff Bhasker - 詞曲作者、制作人，Keyboards, Synths and Programmer
- Anders Mouridsen - 吉他手
- John X. Volaitis - 录音师
- Tony Maserati - 混音师
- Justin Hergett - 协助混音
- James Krausse - 协助混音

以上信息来自专辑《有爱有真相》内页。

## 曲目列表
- 数位下载[2]

1. "Just Give Me a Reason" - 4:02

- 德国CD单曲[3][4]

1. "Just Give Me a Reason" - 4:02
2. "Are We All We Are" (拉斯维加斯现场版) - 3:32

## 榜单成绩与销售认证

### 周榜单
| 榜单 (2013年)                          | 成绩 |
| -------------------------------------- | ---- |
| 澳大利亚（澳大利亚唱片业协会單曲榜）   | 1    |
| 奥地利（Ö3四十强单曲榜）               | 1    |
| 比利时佛兰德（Ultratop五十强单曲榜）   | 2    |
| 比利时瓦隆（Ultratop五十强单曲榜）     | 3    |
| Brazil Hot Pop Songs                   | 1    |
| Brazil Hot Pop Songs                   | 1    |
| 加拿大（Canadian Hot 100）             | 1    |
| 捷克（電台百強單曲榜）                 | 1    |
| 捷克（百強數位單曲榜）                 | 44   |
| 丹麥（Hitlisten单曲榜）                | 3    |
| Europe (Euro Digital Songs)            | 1    |
| 芬兰（芬蘭官方單曲榜）                 | 4    |
| 法国（法國唱片出版業公會單曲榜）       | 4    |
| 德国（德國官方單曲榜）                 | 1    |
| 匈牙利（四十强电台榜）                 | 12   |
| Iceland (Tonlist)                      | 1    |
| 愛爾蘭（愛爾蘭唱片音樂協會单曲榜）     | 1    |
| 以色列（媒体森林电台榜）               | 2    |
| 意大利（意大利音乐产业联盟单曲榜）     | 1    |
| Lebanon (The Official Lebanese Top 20) | 1    |
| Luxembourg Digital Songs (Billboard)   | 1    |
| Mexico Ingles Airplay (Billboard)      | 1    |
| 荷兰（荷蘭四十強單曲榜）               | 1    |
| 新西兰（新西兰唱片音乐协会单曲榜）     | 1    |
| 挪威（世道單曲榜）                     | 2    |
| 波蘭（波蘭百大電台榜）                 | 1    |
| Portugal Digital Songs (Billboard)     | 1    |
| 蘇格蘭（官方榜单公司單曲榜）           | 1    |
| 斯洛伐克（電台百強單曲榜）             | 1    |
| South Africa (EMA)                     | 10   |
| 西班牙（西班牙音樂製作協會）           | 5    |
| 瑞典（瑞典最熱榜）                     | 1    |
| 瑞士（瑞士热门音乐榜）                 | 2    |
| 英國（官方榜单公司單曲榜）             | 2    |
| 美国（《告示牌》百大單曲榜）           | 1    |
| 美國（《告示牌》成人當代單曲榜）       | 1    |
| 美國（《告示牌》Adult Pop Airplay）    | 1    |
| 美國（《告示牌》Pop Airplay）          | 1    |
| 美國（《告示牌》Rhythmic Songs）       | 39   |

## 发行历史
| 国家 | 日期          | 发行形式               |
| ---- | ------------- | ---------------------- |
| 美国 | 2013年2月26日 | Top 40/Mainstream电台  |
| 美国 | 2013年2月26日 | Hot AC电台             |
| 德国 | 2013年4月12日 | CD单曲                 |
| 美国 | 2013年4月15日 | Adult Contemporary电台 |